# 送子桥
送子桥又名重兴桥，是一座拱形古桥，位于中国安徽省黄山市黄山区黄山上，福固寺遗址左侧，黄山登山古道沿线，夫子山至神仙洞途中。民国2年(1913年)，由僧能学募建完竣。2013年作为黄山登山古道及古建筑的子项被列为第七批全国重点文物保护单位。2015年，修缮工程通过国家文物局审批立项。